# Franco Tirri
Franco Tirri es un actor, director de cine y guionista argentino. Es conocido principalmente por su papel del "Chiqui" en la serie de televisión Okupas (2000), de Bruno Stagnaro. Es también hermano del modelo Nino Dolce.

## Filmografía
| Año  | Título                    | Dirección                       | Personaje     |
| ---- | ------------------------- | ------------------------------- | ------------- |
| 2010 | Psiquiatra último modelo  | Franco Tirri                    |               |
| 2008 | Fantasma de Buenos Aires  | Guillermo Grillo                | Patovica 2    |
| 2006 | Chile 672                 | Pablo Bardauil - Franco Verdoia | Román         |
| 2005 | El leñador (cortometraje) | Guillermo De Tanti              | Marcos        |
| 2004 | El abrazo partido         | Daniel Burman                   | Saligani Hijo |
| 1995 | Herencia (cortometraje)   | Ricardo Becher                  |               |

## Televisión
| Año  | Título                                         | Dirección      | Personaje |
| ---- | ---------------------------------------------- | -------------- | --------- |
| 2003 | Mujeres en rojo: Rojo Despedida (cortometraje) | Ana Katz       |           |
| 2000 | Okupas                                         | Bruno Stagnaro | Chiqui    |

## Participación enOkupas
Tirri fue convocado para participar de la serie por el director, Bruno Stagnaro, mientras estudiaba en la Universidad del Cine (FUC). El director de la serie lo conoció a través de su hermano, que era compañero de Tirri en la carrera.
La composición del personaje del Chiqui fue una construcción colectiva en los meses previos al rodaje de la serie. Junto con los otros actores de la serie (Rodrigo de la Serna, Diego Alonso y Ariel Staltari) no sólo ensayaron y perfeccionaron los diálogos, sino que incluso se dedicaron a pedir monedas por la calle como parte del entrenamiento actoral.